# Hybolabus foveolatus
Hybolabus foveolatus es una especie de coleóptero de la familia Attelabidae.

## Distribución geográfica
Habita en Paraguay Brasil.